# Annabelle Wallis
Annabelle Wallis (født 25. september 1984) er en engelsk skuespiller, bedst kendt for sin rolle som Jane Seymour i Showtimes tv-serie The Tudors (2009-10), Birgitta i ABCs drama Pan Am (2011), Grace Burgess i BBCs drama Peaky Blinders (2013-16) og Mia Gordon i den overnaturlige horrorfilm Annabelle (2014).

## Filmografi

### Film
| År     | Title                            | Rolle                           | Noter    |
| ------ | -------------------------------- | ------------------------------- | -------- |
| 2005   | Dil Jo Bhi Kahey...              | Sophie Besson / Savirti Pradhan |          |
| 2006   | True True Lie                    | Paige                           |          |
| 2007   | Steel Trap                       | Melanie                         |          |
| 2007   | Diana: Last Days of a Princess   | Kelly Fisher                    | TV film  |
| 2008   | Body of Lies                     | Hani's kæreste i baren          |          |
| 2009   | Ghost Town                       | Serena                          | TV film  |
| 2009   | Right Hand Drive                 | Ruth                            |          |
| 2010   | The Lost Future                  | Dorel                           | Tv film  |
| 2011   | W.E.                             | Arabella Green                  |          |
| 2011   | X-Men: First Class               | Amy                             |          |
| 2012   | Snow White and the Huntsman      | Sara                            |          |
| 2013   | Hello Carter                     | Kelly                           |          |
| 2013 - | Peaky Blinders                   | Grace Burgess                   | Tv-serie |
| 2014   | Annabelle                        | Mia Gordon                      |          |
| 2014   | Sword of Vengeance               | Annabelle                       |          |
| 2015   | Grimsby                          | Lina Smit                       |          |
| 2016   | Come and Find Me                 | Claire                          |          |
| 2017   | Mine                             | Jenny                           |          |
| 2017   | King Arthur: Legend of the Sword | Maid Maggie                     |          |
| 2017   | The Mummy                        | Jenny Halsey                    |          |

## Eksterne links
- Wikimedia Commons har flere filer relateret til Annabelle Wallis
- Annabelle Wallis på Internet Movie Database (engelsk)
- Annabelle Wallis på Filmdatabasen
- Annabelle Wallis på Scope
- Annabelle Wallis på Svensk Filmdatabas (svensk)
- Annabelle Wallis på AlloCiné (fransk)
- Annabelle Wallis på AllMovie (engelsk)
- Annabelle Wallis på Rotten Tomatoes (engelsk)
- Annabelle Wallis på The Movie Database (engelsk)